# Kingston (Île-du-Prince-Édouard)
Pour les articles homonymes, voir Kingston.
Kingston est une communauté à Île-du-Prince-Édouard, Canada.  Il est situé dans le comté de Queens à l'ouest de Charlottetown. La communauté est principalement des fermes avec une petite zone résidentielle.

## Gouvernement
Le gouvernement local de Kingston prend la forme d'un conseil communautaire de sept membres avec un président.  Le conseil siège au bureau de poste de Cornwall à Cornwall.
Au niveau provincial, la zone est couverte par les trois districts suivants avec un député représentant chacun:
- Royalty-West-Springvale;
- Cornwall-Meadowbank; et
- Kellys Cross-Cumberland.

Au niveau fédéral, il est situé dans la circonscription de  Charlottetown.

## Attractions
Église unie de Kingston v. 1863

## Transport
Les routes principales de Kingston sont Kingston Road (Route 235 (Île-du-Prince-Édouard)) et Bannockburn Road (Route 247 (Île-du-Prince-Édouard))) sont des routes provinciales secondaires. L'aéroport le plus proche est l'aéroport de Charlottetown.